# Rainey (krater)
Rainey är en nedslagskrater på planeten Merkurius, med en diameter på ungefär 40 kilometer.
2025 uppkallade den efter sångerskan Ma Rainey.